# 聖ミカエル大聖堂 (スプリングフィールド)
聖ミカエル大聖堂（せいミカエルだいせいどう、英語：St. Michael's Cathedral）は、アメリカ合衆国のマサチューセッツ州カトリック・スプリングフィールド司教区にある教区大聖堂で、1847年に設立された。1974年、教会と牧師館がクアドラングル＝マットゥーン通り歴史地区の寄贈資産に含まれ、アメリカ合衆国国家歴史登録財に認定された。

## 歴史

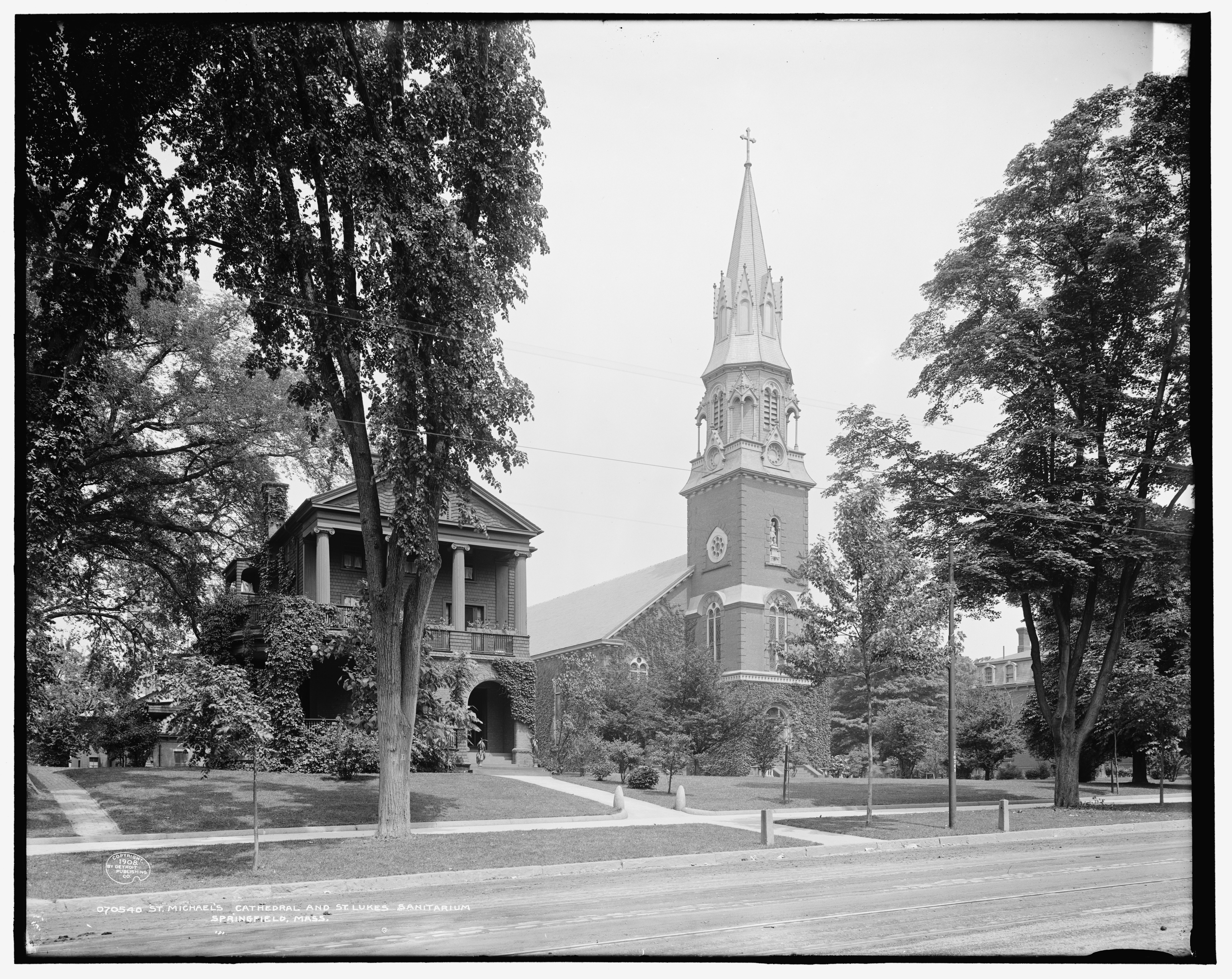
1908年当時の聖ミカエル大聖堂

小教区設立のためにプロテスタントの対抗勢力との闘争の末、1847年に地元のカトリック教徒が聖ベネティクト教会として小教区を設立した。聖省は旧バプテスト教会を買い上げ、最初の本部とした。最初の5年間、マイケル・P・ギャラガー神父が小教区に配属された時には司祭が1人もいなかった。1860年、ギャラガーはマサチューセッツ州スプリングフィールドのステート通りに現在ある内陣の建設を開始し1861年に完成を見た。その内陣はニューヨーク州ブルックリン区出身の著名な建築家であるパトリック・キーリの設計に基づくものであった。ギャラガー神父の工事の功績により、小教区はこの時点で聖ミカエルに名称変更された。1869年にギャラガー神父が帰天し、教会の入口に埋葬された。1870年にローマ教皇ピウス9世がスプリングフィールド司教区を設立した際、聖ミカエル教会は大聖堂に昇進した。
1996年に建物は拡張され、教会の後部にビショップ・マーシャル・センターを増築した。60人を収容するチャペル、ミサの様子を中継するテレビ局、120人を収容する司教区ホールや台所が設けられ、障碍者にも利用しやすくなっている。
2000年より大聖堂は聖歌隊の本拠地となっており、その目的は司教への奉仕、聖職叙任式やその他すべての荘厳ミサでの歌唱、待降節や四旬節の期間中に行われる年次式典である9つの聖書日課とクリスマスキャロルの上演などをそれぞれに行うことにある。通常の職務のほかに、聖歌隊は聖歌隊所属の少年達のための訓練を行う基本的な音楽理論を提供している。

## ギャラリー

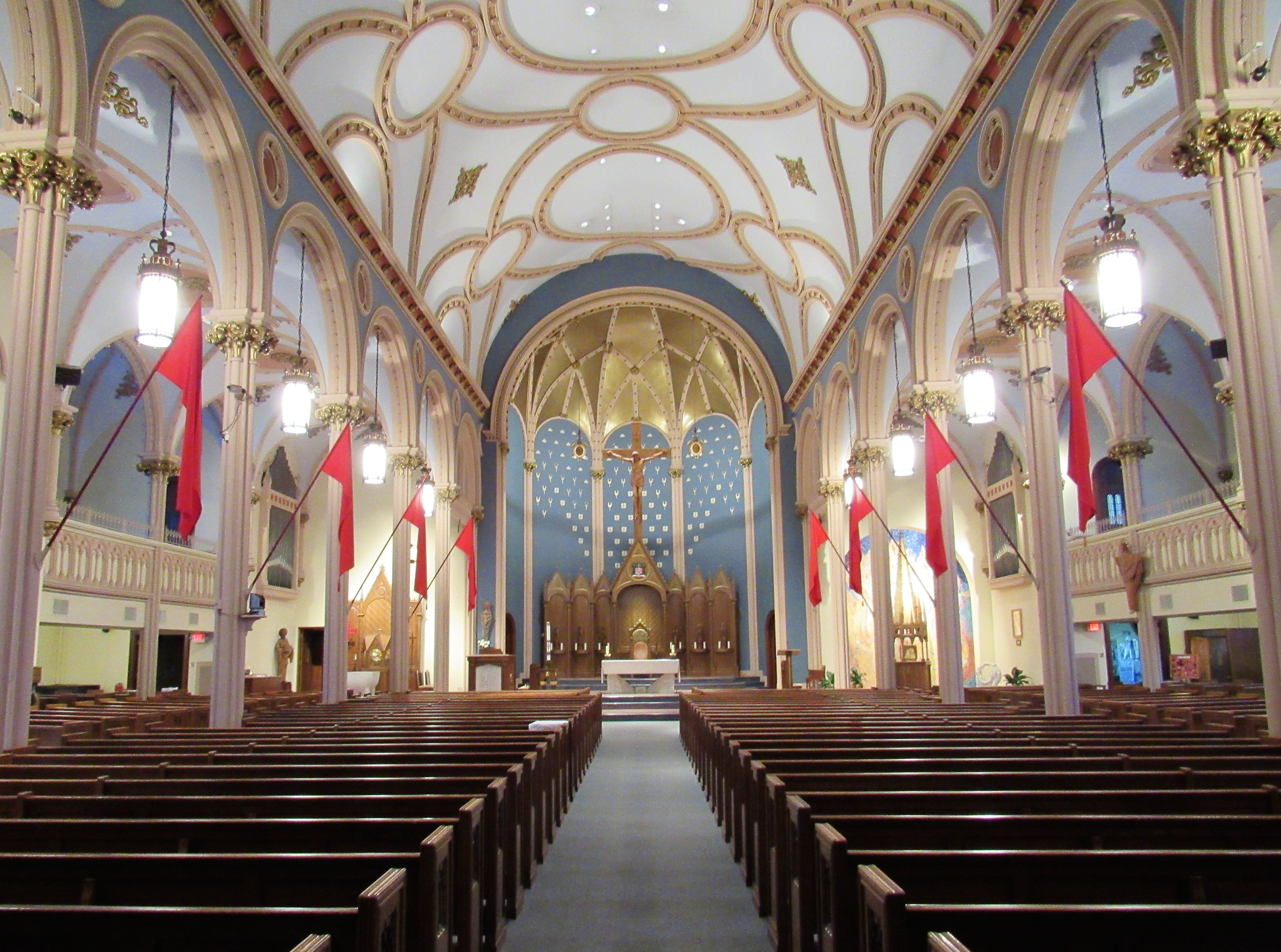
内陣から見た身廊
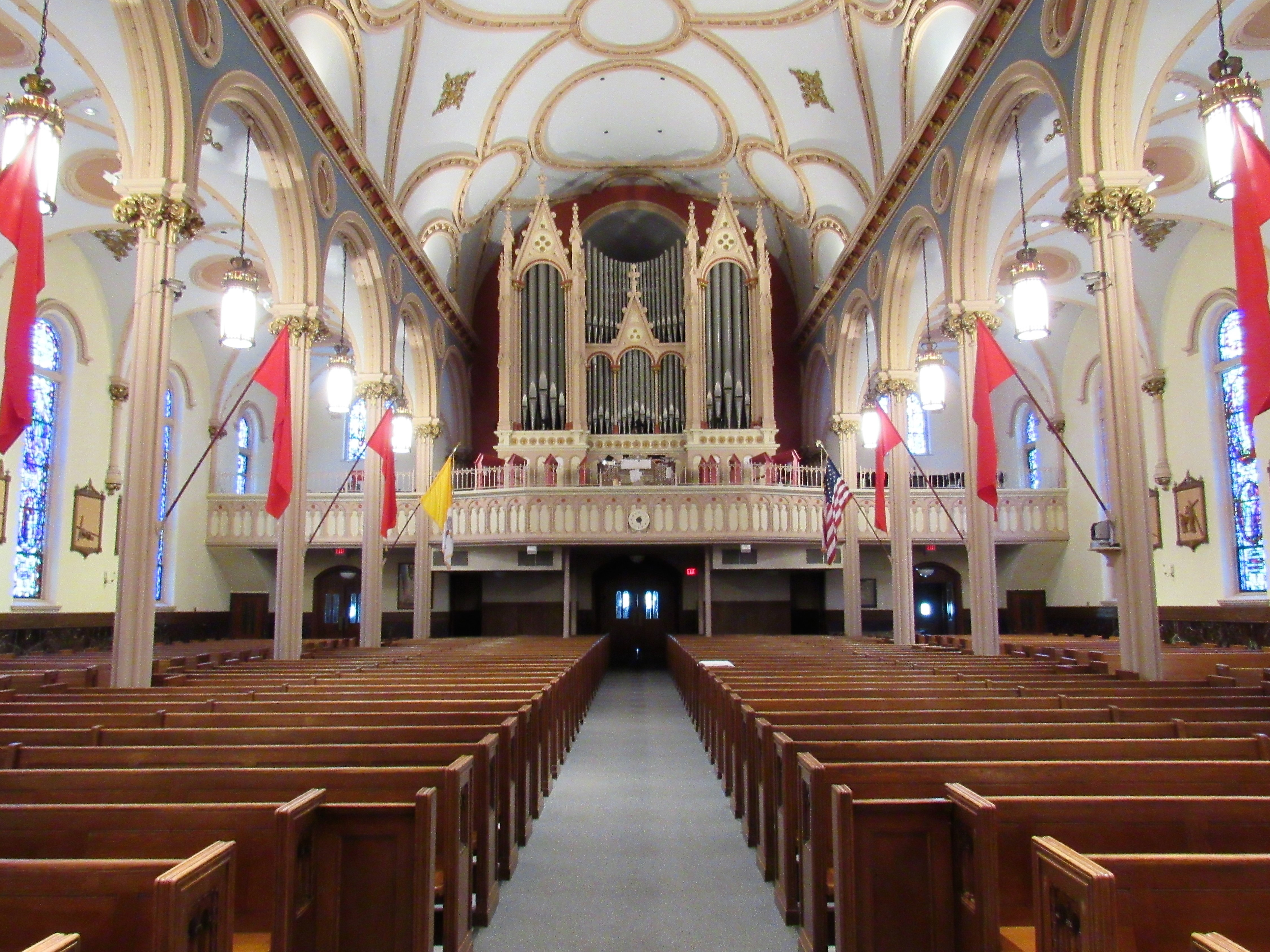
ギャラリーから見た身廊
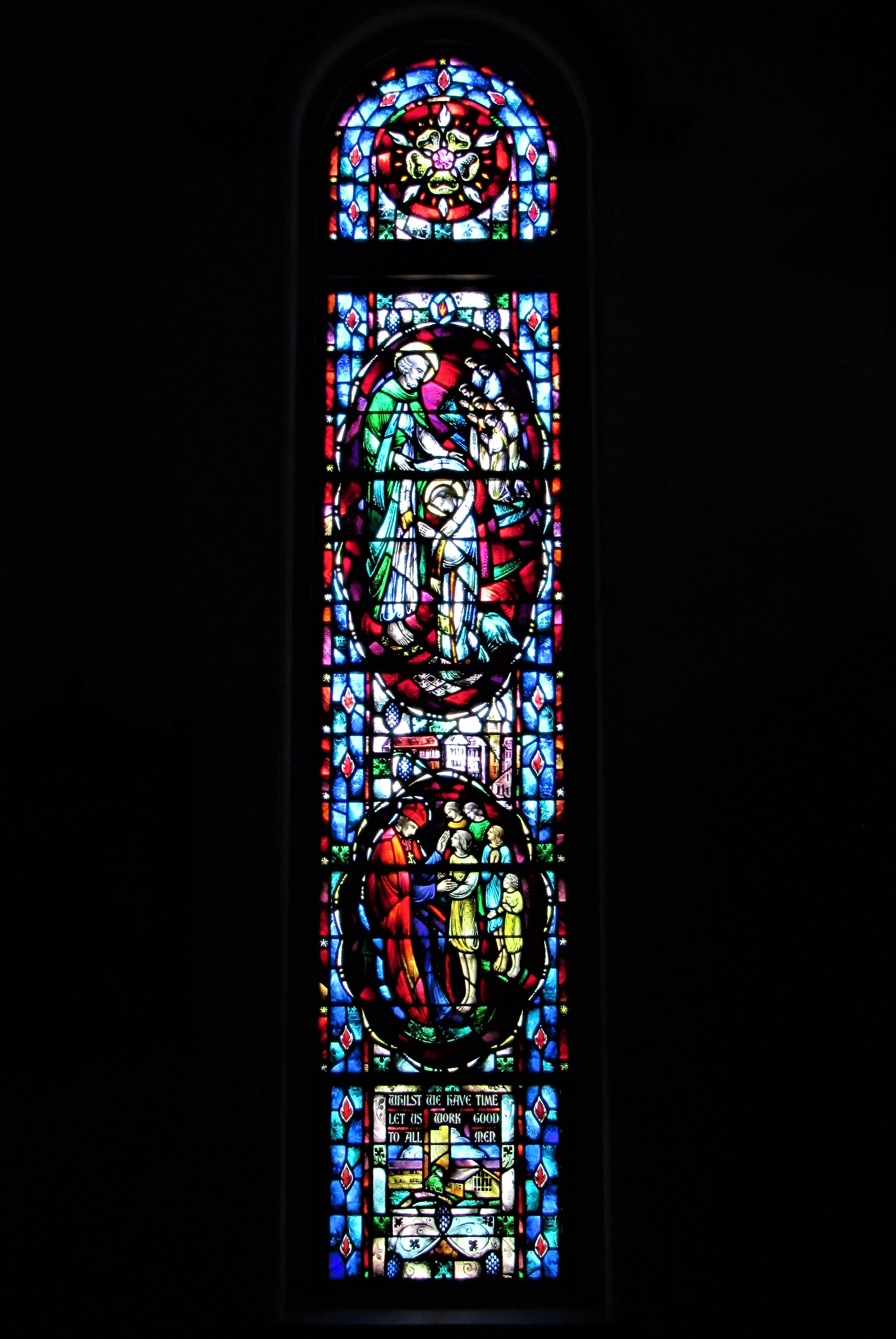
ステンドグラスの窓
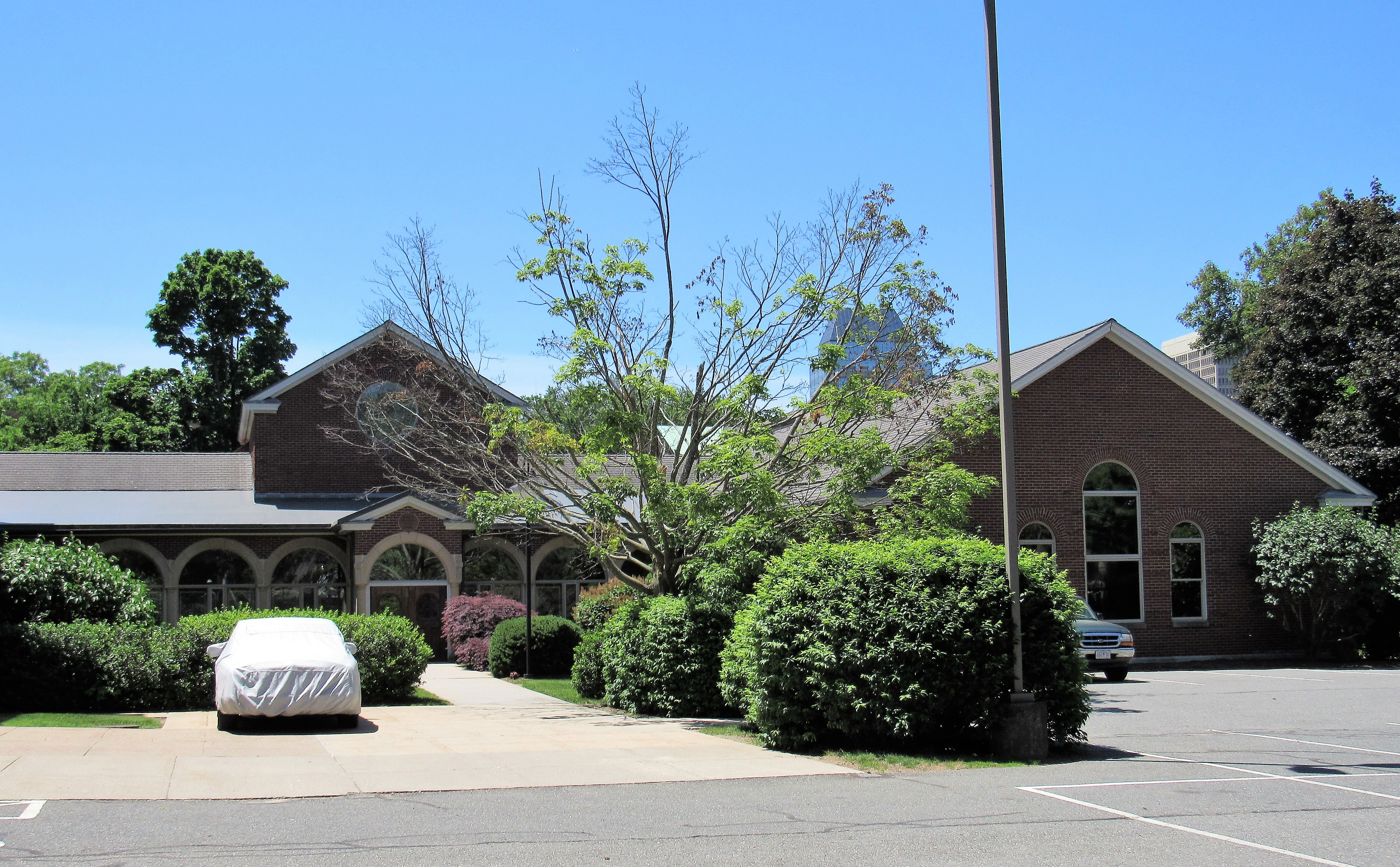
ビショップ・マーシャル・センター
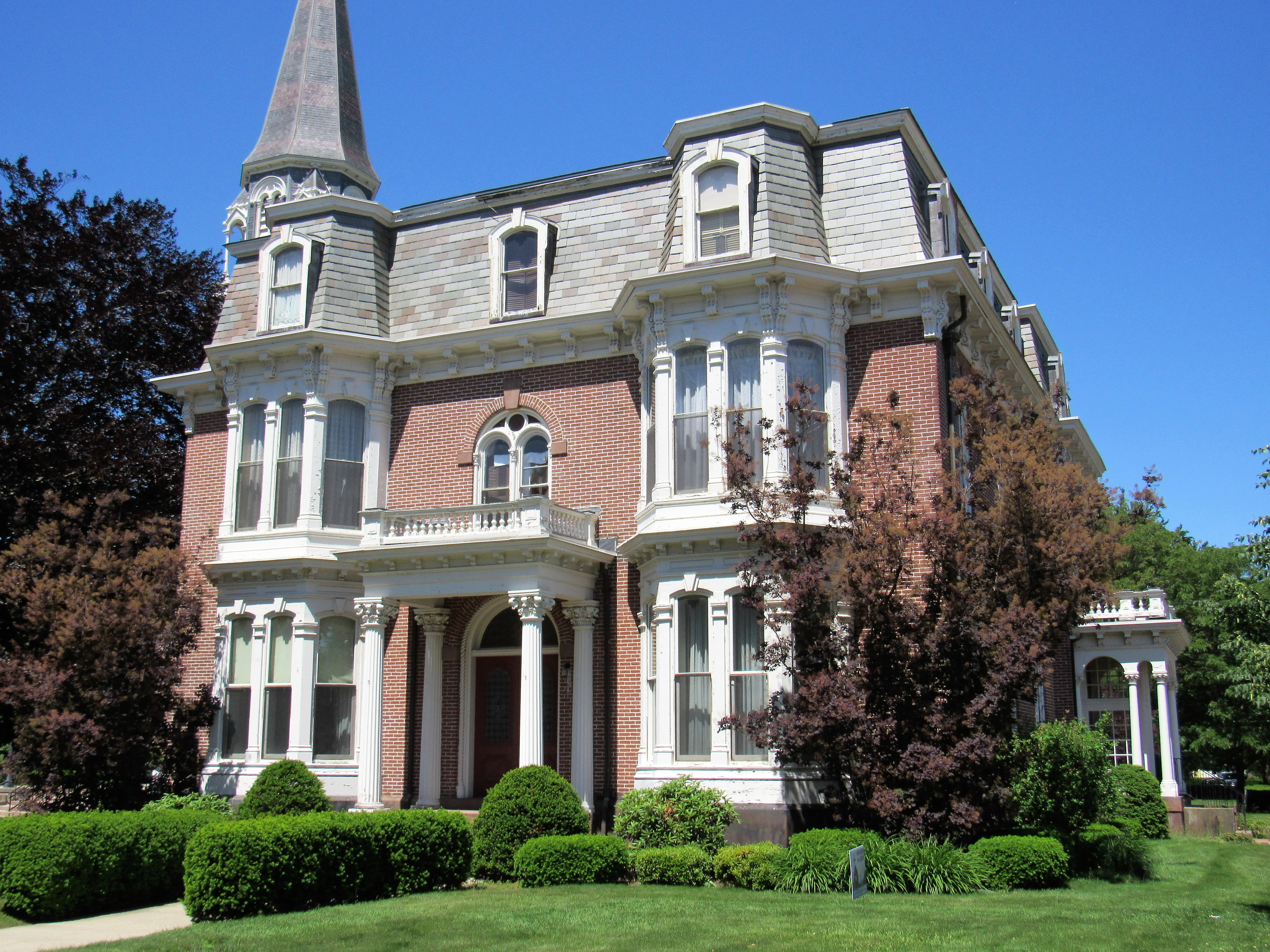
牧師館